# Lobogonia ambusta
Lobogonia ambusta är en fjärilsart som beskrevs av W. Warren 1893. Lobogonia ambusta ingår i släktet Lobogonia och familjen mätare. Inga underarter finns listade i Catalogue of Life.